# Serghei Gheorghiev
Serghei Gheorghiev (n. 20 octombrie 1991, Chirsova) este un fotbalist moldovean de etnie bulgară, care a jucat pe postul de mijlocaș la clubul Sheriff Tiraspol în Divizia Națională și la echipa națională de fotbal a Moldovei.
A debutat la națională pe 9 februarie 2011, într-un meci amical contra Andorrei.
Din 2008 până în 2013 Serghei Gheorghiev a evoluat la Sheriff Tiraspol, jucând 90 de meciuri și marcând 14 goluri. În iunie 2013 s-a transferat la FC Tiraspol și la scurt timp a fost dat în arendă la Dinamo-Auto Tiraspol. În iunie 2014 Gheorghiev a revenit la Sheriff Tiraspol.